# Catedral de Cuernavaca

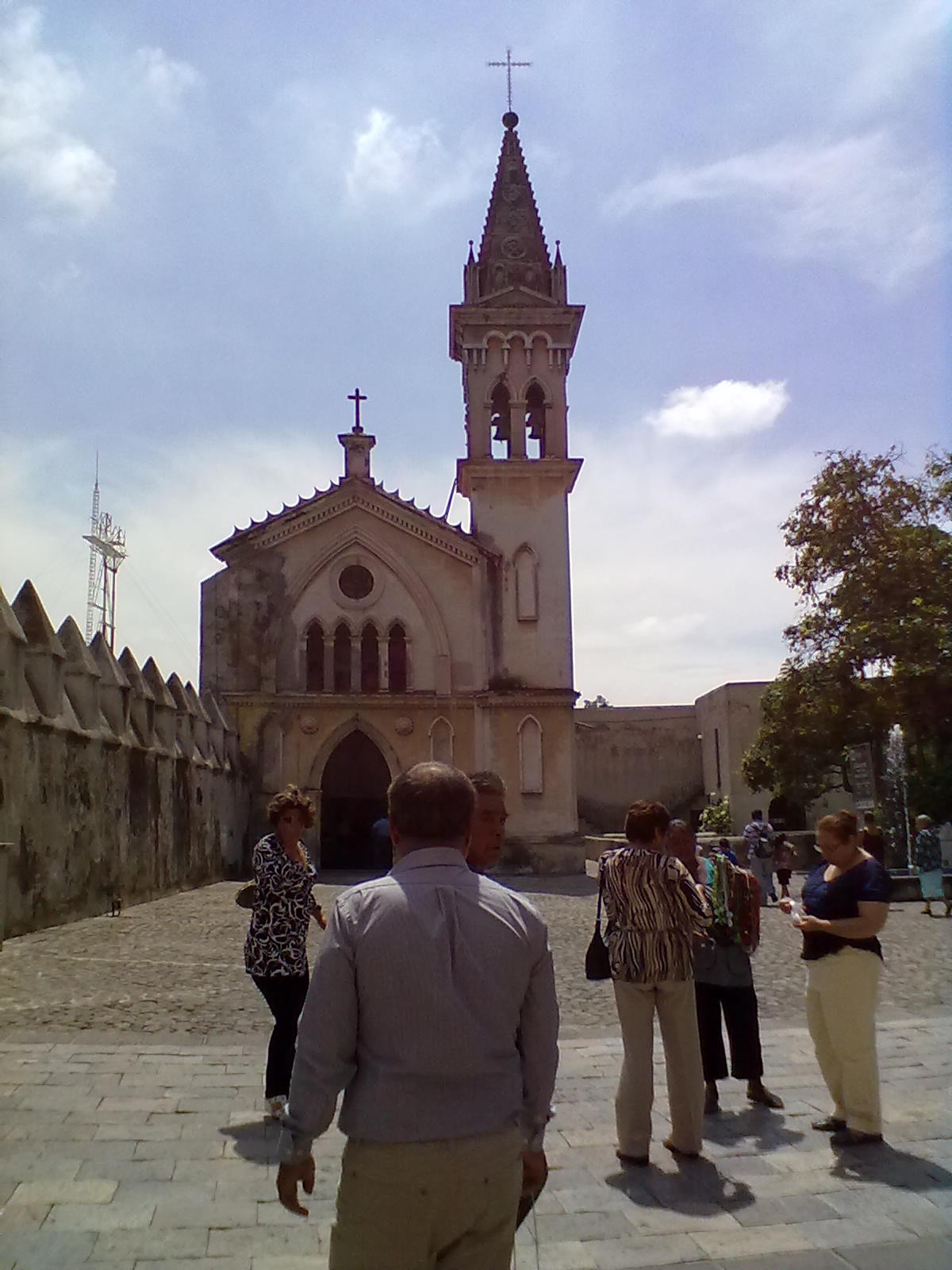
Capilla de Santa María

La Catedral de Cuernavaca es la sede de la diócesis católica del mismo nombre en México. Es un edificio del siglo XVI, lo que la convierte en una de las catedrales más antiguas del país. Originalmente fue erigida como convento de la Asunción, la quinta fundación franciscana en México. Se estableció en 1525 por los doce primeros frailes franciscanos que llegaron al país, con la ayuda de un nuevo grupo recién llegado de España.

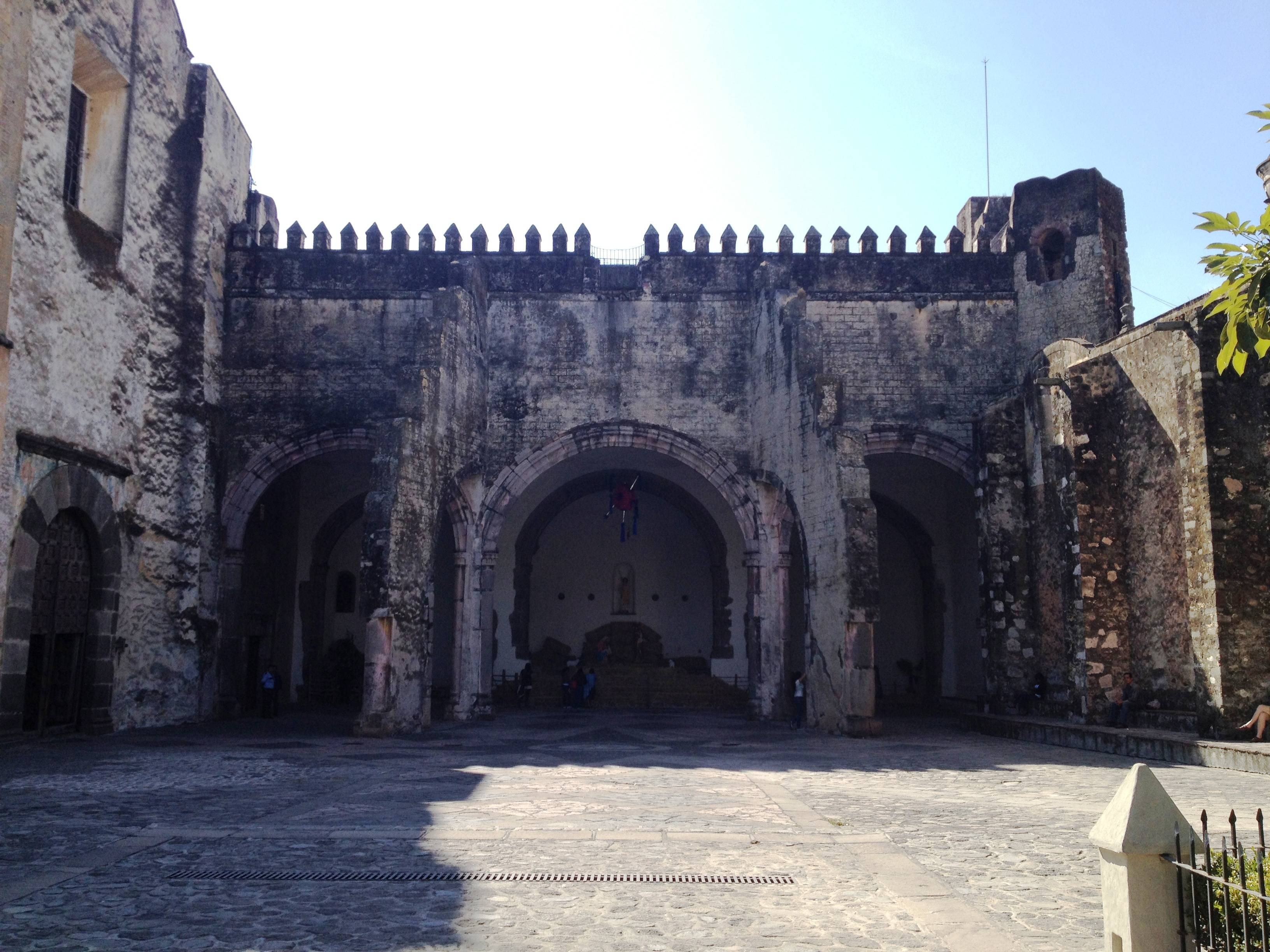
Capilla Abierta o Capilla de Indios en la Catedral de Cuernavaca, México.

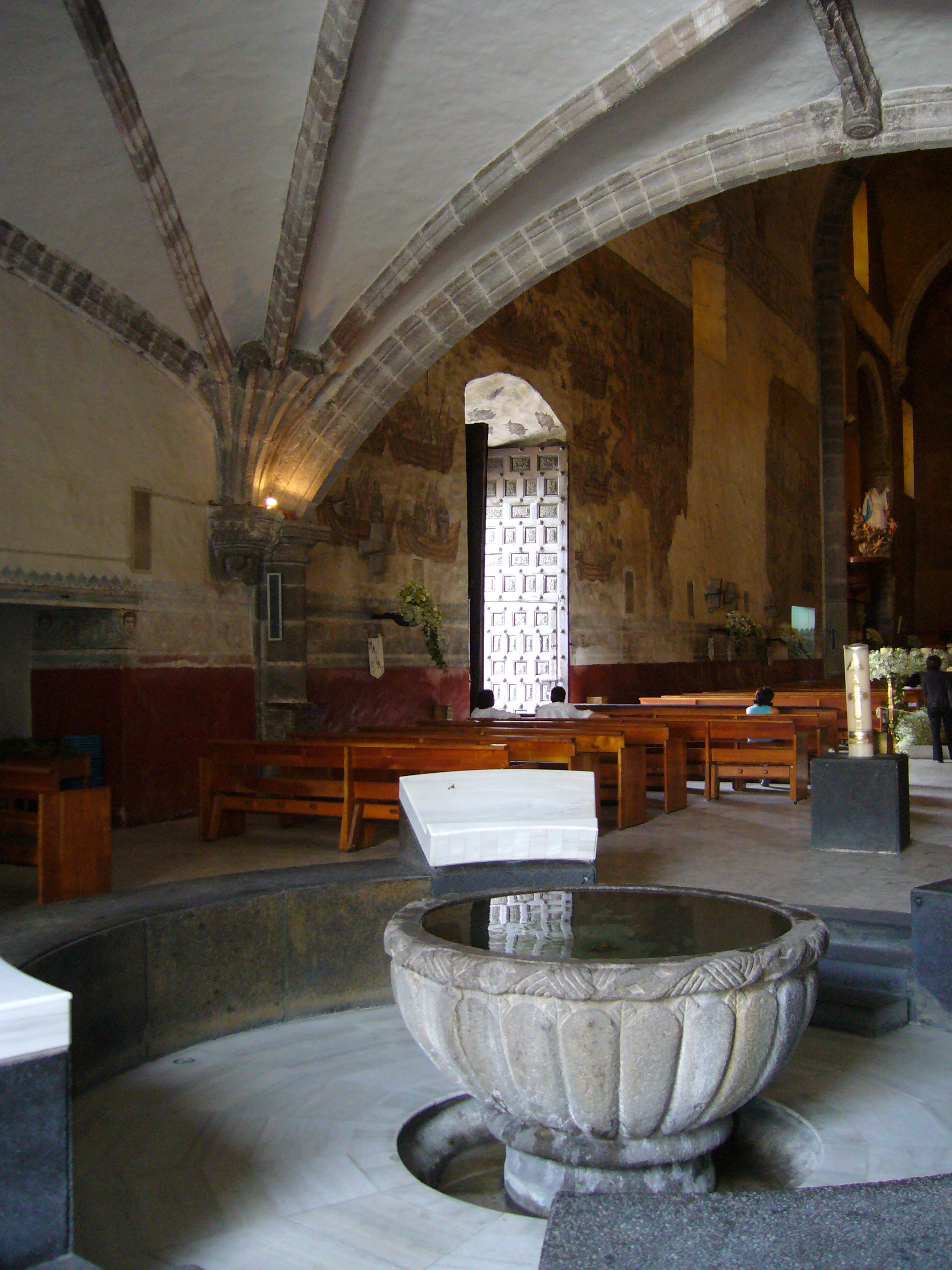
Catedral y Antiguo Convento de la Asunción, Pileta Bautismal

La catedral de Cuernavaca forma parte del conjunto de conventos bajo la denominación Primeros monasterios del siglo XVI en las faldas del Popocatépetl declarada Patrimonio de la Humanidad por la Unesco en 1994.

## Historia
En 1525, cuatro años después de la conquista, arribaron a las costas de México varios grupos de misioneros, siendo los primeros en establecerse en el Valle de Morelos los 12 primeros frailes franciscanos; procedían a edificar la capilla abierta para colaborar en convertir a la fe cristiana a los indígenas. En 1529 se ratificó la fundación formal del monasterio. Hacia 1574 ya consta que estaba definitivamente acabada.
La Tercera Orden de San Francisco es una orden religiosa de la Iglesia Católica, la cual tiene la particularidad de ser la única forma de vida de laicos consagrados a hacer penitencia.  La orden fue fundada por Francisco de Asís en el siglo XIII.  El nombre de tercera se refiere al orden cronológico de fundación (Primera Orden, de Hermanos Menores, en 1209; Segunda Orden, de Hermanas Clarisas, en 1212; y  Tercera Orden, de Laicos Consagrados, en 1223). 

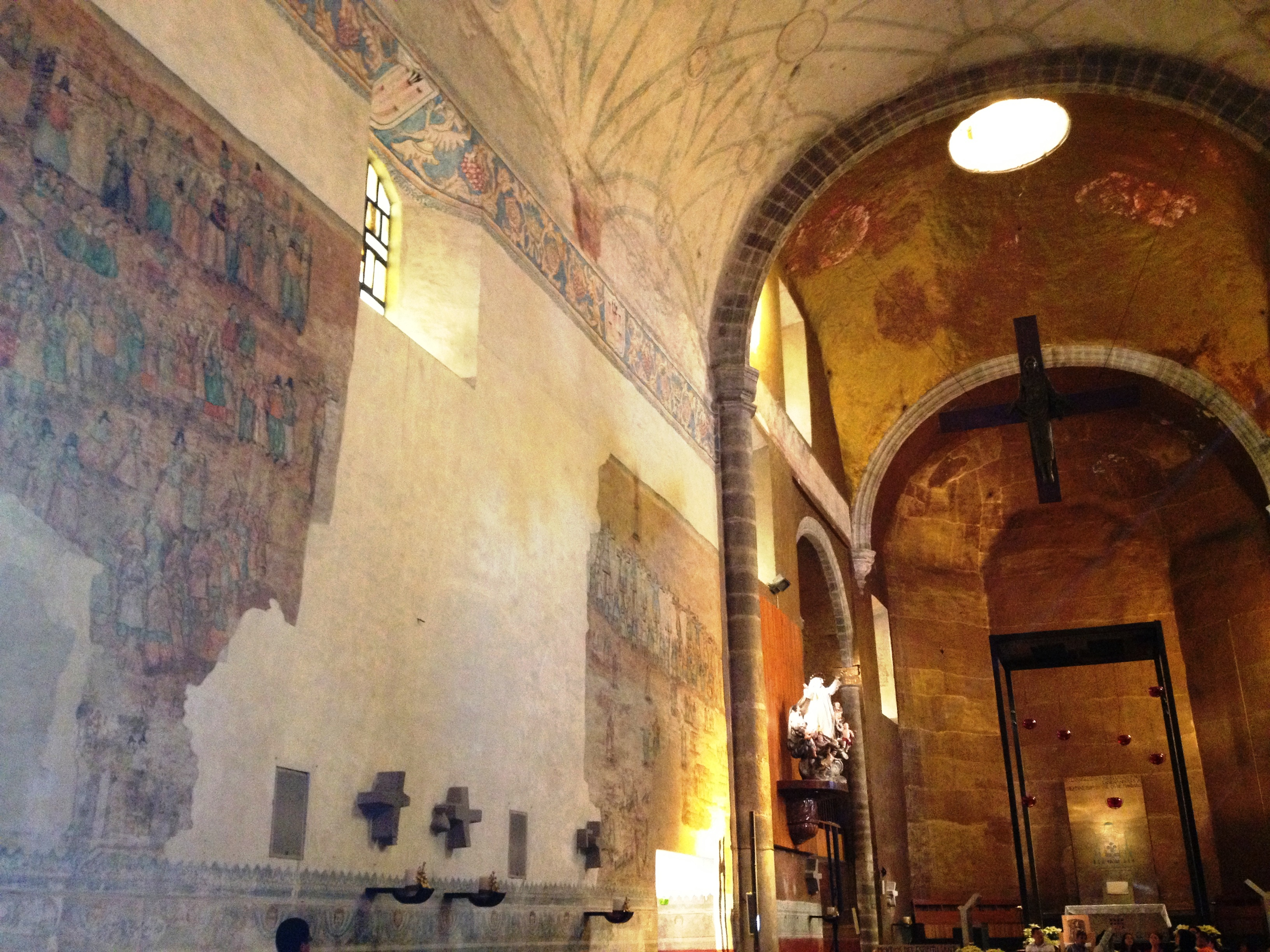
Interior de la Catedral de Cuernavaca, México.

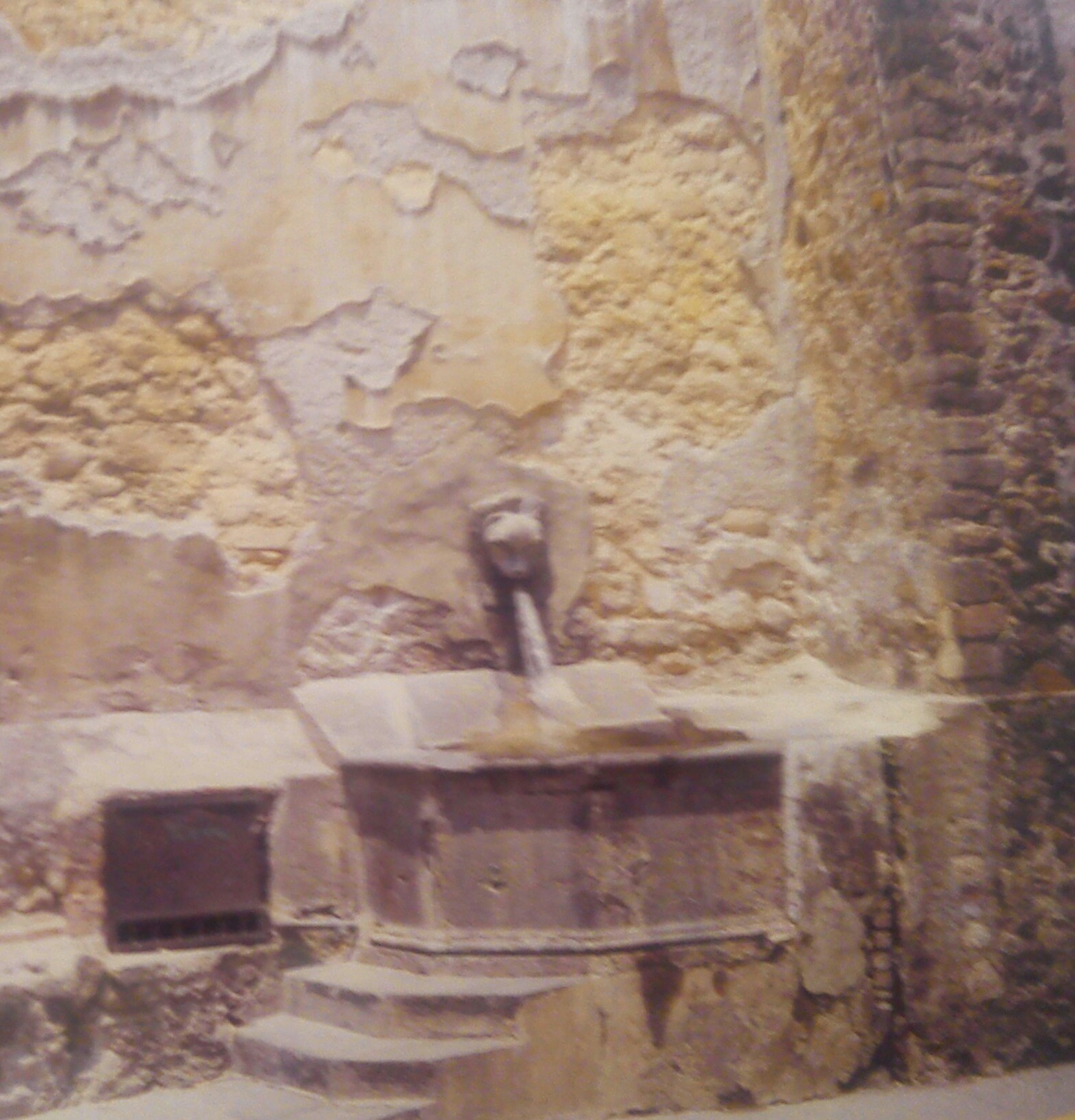
Cuernavaca gárgola y fuente (detalle)